# Konrad Wilhelm von Rüger

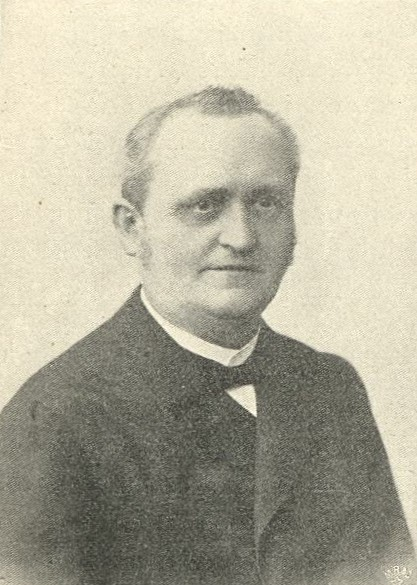
Konrad Wilhelm Rüger

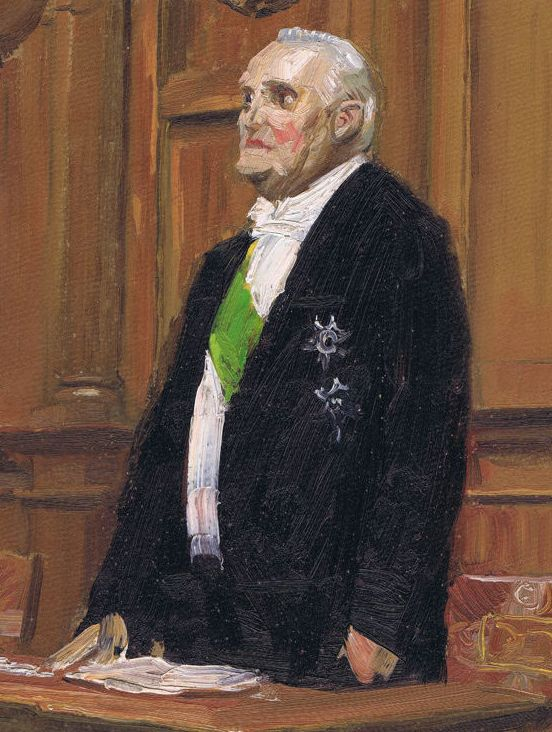
Konrad Wilhelm von Rüger (ca. 1910, Porträt von Osmar Schindler)

Konrad Wilhelm von Rüger (* 26. Oktober 1837 in Dresden, Königreich Sachsen; † 20. Februar 1916 ebenda, Deutsches Reich) war ein deutscher Jurist und konservativer Politiker. Er fungierte u. a. als sächsischer Justizminister, Finanzminister und Vorsitzender des Gesamtministeriums.

## Leben und Wirken
Der Sohn des sächsischen Hauptmanns Johann Christian Wilhelm von Rüger besuchte zunächst die Dresdner Böttchersche Privatschule und legte dann an der Kreuzschule sein Abitur ab. An der Universität Leipzig widmete er sich von 1856 bis 1859 dem Studium der Rechtswissenschaften. Von 1860 an war er in einer Anwaltskanzlei angestellt. Nachdem er 1864 zum Dr. jur. promoviert worden war, ließ er sich 1865 als Rechtsanwalt nieder.
Mit seinem Einstieg als Gerichtsrat in das Dresdner Appellationsgericht trat er 1875 in den Staatsdienst ein. Ein Jahr später wurde er Mitarbeiter im Justizministerium und 1879 Vortragender Rat. Da er am 1. Juli 1880 das Amt eines Bürgermeisters in Dresden (Leiter des Finanzamts) antrat, schied er aus dem Staatsdienst aus. Diesen Posten hatte er bis 1884 inne. Danach war er kurzzeitig bei der Brandversicherungskommission angestellt, wechselte aber bald zurück in den Staatsdienst, wo er als Vortragender Rat im Justizministerium wieder aktiv wurde. Als Mitglied der Kommission zur Ausarbeitung des Bürgerlichen Gesetzbuches war er ab 1888 an der Entstehung des BGB beteiligt. Am 1. April 1895 trat er die Stelle des Generalstaatsanwalts am Oberlandesgericht Dresden an. Zusätzlich war er ab Juni 1895 als Vortragender Rat im Sächsischen Gesamtministerium tätig. Am 19. Juni 1901 wurde er sächsischer Justizminister. Am 11. Februar 1902 wechselte er das Ressort und wurde sächsischer Finanzminister. Am 21. Mai 1906 übernahm er zusätzlich die Leitung des Gesamtministeriums. Von beiden Posten trat er im Herbst 1910 zurück. Seine Sommerresidenz war in Wachwitz, Am Steinberg 9.
Den erblichen Adelsstand erhielt er am 25. Mai 1907.